# 井伏鱒二

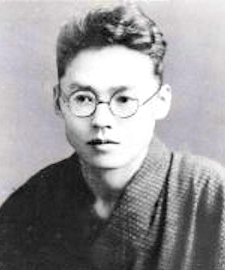
井伏鱒二（1918年）

井伏鱒二（日语：／ Ibuse Masuji，1898年2月15日—1993年7月10日），日本小說家，生於廣島縣福山市加茂町。井伏鱒二原名井伏滿壽二，筆名為好釣（釣り好き）。早年曾就讀於廣島縣福山中學，在就讀早稻田大學文學部法文系時中途輟學。井伏鱒二曾被推選為廣島縣名譽縣民、福山市名譽市民、東京名譽都民。

## 經歷
1898年2月15日，井伏鱒二在深安邵加茂村粟根（今福山市加茂町栗根）出生，父親為郁太，母親為宮生，是家中的次子。溯源井伏家，其始於嘉吉二年（1442年），家號為的地主家族。井伏鱒二五歲時父親去世，從此在祖父的悉心訓育下成長。1905年入讀加茂小學、1912年升讀福山中學，在學校的庭院池塘裏，飼養了兩條山椒魚，此後完成了其處女作《山椒魚》。自中學三年級起立志成為畫家，畢業後三個月期間，到奈良、京都寫生旅行，後攜同這些素描寫生畫拜師於橋本關雪，惜被拒還鄉。
此後，井伏鱒二受其兄勸勉轉文學方向並入讀早稻田大學。與青木南八交好後，一同進讀文學部法文系。此時，曾拜訪於岩野泡鳴和谷崎精二。1921年，因恐懼片上伸教授的同性騷擾行為而休學。大約半年後，在辦好復學手續後不久，因遭片上教授的反對再度退學。另，同年，井伏因失唯一摰友青木，而退學於日本美術學校。
1923年，井伏鱒二加入同人誌《世紀》並發表了《幽閉》。後來加入聚芳社；後又退社從師於佐藤春夫。1929年於《不同調》發表，此為首篇小說的原稿。同年10月與秋元節代結婚。1929年共發表如下文章：因為受到梶井基次郎「崖上的感情」影響，井伏鱒二在《創作月間》發表、將《幽閉》改編成《山椒魚》發表於《文藝都市》、在《文学》上發表。翌年，首個作品集刊印發行。1938年，作品獲第六回文學直木賞。戰爭期間被陸軍徵用，開戰時在南中國海上運輸船中工作。後來在當時日本佔領了新加坡工作，任職當地日本報章編輯。這些經驗對井伏後來的作品帶來後大的影響。
1965年在《新潮》上連載（連載初名為）。此作品於1966年獲野間文藝獎，同年獲頒文化勳章。1970年，井伏鱒二於《日本經濟新聞》連載。1993年6月24日，井伏鱒二緊急入住東京衛生醫院，7月10日午前11時40分，井伏鱒二因肺炎去世，享壽95歲，法號「照觀院文壽日彗大居士」。

## 獲獎紀錄
- 1937年 『ジョン萬次郎漂流記』獲得直木賞
- 1950年 『本日休診』獲得讀賣文學賞小説賞
- 1954年 『漂民宇三郎』獲得日本藝術院賞
- 1966年 『黒い雨』獲野間文藝賞、文化勳章
- 1971年 『早稲田の森』獲得讀賣文學賞隨筆紀行賞
- 1990年 東京都名譽都民

## 作品
- 夜ふけと梅の花（1930年、新潮社）
- ジョン萬次郎漂流記（1937年、河出書房）
- さざなみ軍記（1938年、河出書房）
- 多甚古村（1939年、河出書房）
- 風貌姿勢（1942年、春陽堂書店）
- 駅前旅館（1957年、新潮社）
- 釣師・釣場（1960年、新潮社）
- 黒い雨（1966年、新潮社）
- 荻窪風土記（1982年、新潮社）
- 山椒魚（1929年）

## 相關項目
- 日本文学